# Chicago Film Critics Association Awards 2003
La cerimonia di premiazione della 16ª edizione dei Chicago Film Critics Association Awards si è tenuta a Chicago, Illinois, il 21 gennaio 2004, per premiare i migliori film prodotti nell'anno 2003.

## Vincitori e candidati
I vincitori sono indicati in grassetto.

### Miglior film
- Il Signore degli Anelli - Il ritorno del re (The Lord of the Rings: The Return of the King), regia di Peter Jackson
- American Splendor, regia di Shari Springer Berman e Robert Pulcini
- Alla ricerca di Nemo (Finding Nemo), regia di Andrew Stanton
- Lost in Translation - L'amore tradotto (Lost in Translation), regia di Sofia Coppola
- Mystic River, regia di Clint Eastwood

### Miglior attore
- Bill Murray - Lost in Translation - L'amore tradotto (Lost in Translation)
- Paul Giamatti - American Splendor
- Ben Kingsley - La casa di sabbia e nebbia (House of Sand and Fog)
- Sean Penn - Mystic River
- Johnny Depp - La maledizione della prima luna (Pirates of Caribbean: The Curse of the Black Pearl)

### Migliore attrice
- Charlize Theron - Monster
- Naomi Watts - 21 grammi (21 Grams)
- Hope Davis - American Splendor
- Scarlett Johansson - Lost in Translation - L'amore tradotto (Lost in Translation)
- Keisha Castle-Hughes - La ragazza delle balene (Te kaieke tohora)

### Miglior attore non protagonista
- Tim Robbins - Mystic River
- Benicio del Toro - 21 grammi (21 Grams)
- Alec Baldwin - The Cooler
- Sean Astin - Il Signore degli Anelli - Il ritorno del re (The Lord of the Rings: The Return of the King)
- Andy Serkis - Il Signore degli Anelli - Il ritorno del re (The Lord of the Rings: The Return of the King)
- Peter Sarsgaard - L'inventore di favole (Shattered Glass)

### Migliore attrice non protagonista
- Patricia Clarkson - Schegge di April (Pieces of April)
- Renée Zellweger - Ritorno a Cold Mountain (Cold Mountain)
- Ellen DeGeneres - Alla ricerca di Nemo (Finding Nemo)
- Marcia Gay Harden - Mystic River
- Miranda Richardson - Spider
- Holly Hunter - Thirteen - 13 anni (Thirteen)

### Miglior regista
- Peter Jackson - Il Signore degli Anelli - Il ritorno del re (The Lord of the Rings: The Return of the King)
- Tim Burton - Big Fish - Le storie di una vita incredibile (Big Fish)
- Sofia Coppola - Lost in Translation - L'amore tradotto (Lost in Translation)
- Peter Weir - Master & Commander - Sfida ai confini del mare (Master and Commander: The Far Side of the World)
- Clint Eastwood - Mystic River

### Migliore sceneggiatura
- Sofia Coppola - Lost in Translation - L'amore tradotto (Lost in Translation)
- Guillermo Arriaga - 21 grammi (21 Grams)
- Shari Springer Berman e Robert Pulcini - American Splendor
- Fran Walsh, Philippa Boyens e Peter Jackson - Il Signore degli Anelli - Il ritorno del re (The Lord of the Rings: The Return of the King)
- Brian Helgeland - Mystic River

### Miglior fotografia
- Lance Acord - Lost in Translation - L'amore tradotto (Lost in Translation)
- John Seale - Ritorno a Cold Mountain (Cold Mountain)
- Eduardo Serra - La ragazza con l'orecchino di perla (Girl with a Pearl Earring)
- Andrew Lesnie - Il Signore degli Anelli - Il ritorno del re (The Lord of the Rings: The Return of the King)
- Russell Boyd - Master & Commander - Sfida ai confini del mare (Master and Commander: The Far Side of the World)
- Olli Barbé, Michel Benjamin, Sylvie Carcedo-Dreujou, Laurent Charbonnier, Luc Drion, Laurent Fleutot, Philippe Garguil, Dominique Gentil, Bernard Lutic, Thierry Machado, Stéphane Martin, Fabrice Moindrot, Ernst Sasse, Michel Terrasse e Thierry Thomas - Il popolo migratore (Le peuple migrateur)

### Miglior colonna sonora originale
- Howard Shore - Il Signore degli Anelli - Il ritorno del re (The Lord of the Rings: The Return of the King)
- Danny Elfman - Big Fish - Le storie di una vita incredibile (Big Fish)
- Gabriel Yared - Ritorno a Cold Mountain (Cold Mountain)
- Philip Glass - The Fog of War - La guerra secondo Robert McNamara (The Fog of War: Eleven Lessons from the Life of Robert S. McNamara)
- Benoît Charest - Appuntamento a Belleville (Les Triplettes de Belleville)

### Miglior film documentario
- The Fog of War - La guerra secondo Robert McNamara (The Fog of War: Eleven Lessons from the Life of Robert S. McNamara), regia di Errol Morris
- Una storia americana - Capturing the Friedmans (Capturing the Friedmans), regia di Andrew Jarecki
- Lost in La Mancha, regia di Keith Fulton e Louis Pepe
- Il popolo migratore (Le peuple migrateur), regia di Jacques Perrin e Jacques Cluzaud
- Spellbound, regia di Jeffrey Blitz
- Stevie, regia di Steve James

### Miglior film in lingua straniera
- City of God (Cidade de Deus), regia di Fernando Meirelles (Brasile)
- Il figlio (Le Fils), regia di Jean-Pierre e Luc Dardenne (Belgio/Francia)
- Le invasioni barbariche (Les invasions barbares), regia di Denys Arcand (Canada/Francia)
- L'uomo senza passato (Mies vailla menneisyyttä), regia di Aki Kaurismäki (Finlandia)
- Appuntamento a Belleville (Les Triplettes de Belleville), regia di Sylvain Chomet (Belgio/Canada/Francia)

### Miglior regista rivelazione
- Shari Springer Berman e Robert Pulcini - American Splendor (American Splendor)
- Andrew Jarecki - Una storia americana - Capturing the Friedmans (Capturing the Friedmans)
- Vadim Perelman - La casa di sabbia e nebbia (House of Sand and Fog)
- Billy Ray - L'inventore di favole (Shattered Glass)
- Niki Caro - La ragazza delle balene (Te kaieke tohora)

### Miglior performance rivelazione
- Keisha Castle-Hughes - La ragazza delle balene (Te kaieke tohora)
- Chiwetel Ejiofor - Piccoli affari sporchi (Dirty Pretty Things)
- Emma Bolger - In America - Il sogno che non c'era (In America)
- Sarah Bolger - In America - Il sogno che non c'era (In America)
- Peter Dinklage - Station Agent (The Station Agent)